# Satz von Alexander (mengentheoretische Topologie)
Der Satz von Alexander ist ein mathematischer Satz in der mengentheoretischen Topologie. Er liefert ein vereinfachtes Kriterium zur Überprüfung der Existenz von endlichen Teilüberdeckungen mit offenen Mengen in topologischen Räumen und vereinfacht somit den Nachweis von Kompaktheit.
Der Satz wurde von James Waddell Alexander II gezeigt und wird im Englischen auch als Alexander subbasis lemma (Alexanders Subbasis-Lemma) bezeichnet.

## Aussage
Gegeben sei ein topologischer Raum {\displaystyle (X,{\mathcal {O}})} und sei {\displaystyle {\mathcal {S}}} eine Subbasis der Topologie.
Dann sind äquivalent:
- zu jeder Überdeckung von {\displaystyle X} mit Mengen von {\displaystyle {\mathcal {O}}} existiert eine endliche Teilüberdeckung
- zu jeder Überdeckung von {\displaystyle X} mit Mengen von {\displaystyle {\mathcal {S}}} existiert eine endliche Teilüberdeckung

Insbesondere genügt es also, Kompaktheit mit den Mengen der Subbasis zu überprüfen.